# Francesca Quondamcarlo
Francesca Quondamcarlo (née le 21 août 1984 à Rome) est une escrimeuse italienne, spécialiste de l'épée. Elle est championne du monde 2009 par équipes et vice-championne d'Europe 2013 en individuel.

## Palmarès
- Championnats du monde
  -  Médaille d'or par équipes aux championnats du monde 2009 à Antalya[1],[2]

- Championnats d'Europe
  -  Médaille d'argent en individuel aux championnats d'Europe 2013 à Zagreb[3]